# 소닉 & 테일즈
소닉 & 테일즈(Sonic Chaos)는 1996년 에즈펙트와 소닉 팀이 개발, 세가가 배포한 게임이다. 플랫폼은 세가 마스터 시스템와 게임 기어였고, 나중에 게임 기어 판을 기반으로 Wii판과 3DS판으로도 나왔다. 미국에는 이를 소닉 카오스라고 불렀다. 소닉 카오스는 테일즈가 플레이 가능했던 첫 8비트 게임이었고, 소닉&테일즈 2가 후속작으로 나왔다.

## 스토리
닥터 에그맨이 카오스 에메랄드를 이용해 핵 무기와 레이저를 만들고 세계정복을 시도하는 내용이다.

## 같이 보기
- 테일즈 (등장인물)
- 소닉 더 헤지혹